# Carlos Alberto Noé Guevara
Carlos Alberto Noé Guevara (n. Mendoza, 1929 - f. 2009) fue un militar argentino.

## Biografía
Pertenecía a la Armada Argentina. Egresó de la Escuela Naval Militar en 1946 y prestó servicios en diferentes destinos. Ascendió al grado de contraalmirante el 31 de diciembre de 1977.
Antes de ser secretario de Intereses Marítimos, se desempeñó como agregado naval en el Reino Unido y los Países Bajos; como secretario general naval y prestó servicios en el Estado Mayor Conjunto de las Fuerzas Armadas. Pasó a retiro en 1982. Desempeñó el cargo de secretario de Intereses Marítimos (en el Ministerio de Economía) desde el 24 de mayo de 1976 hasta el 29 de marzo de 1981, bajo la presidencia de facto de Jorge Rafael Videla en el marco del Proceso de Reorganización Nacional.